# Fevralsk
Fevralsk (ryska Февральск) är en ort i länet Amur oblast i Ryssland. Den ligger ungefär 340 kilometer nordost om Blagovesjtjensk och 200 kilometer sydväst om Ekimtjan. Folkmängden uppgår till cirka 5 000 invånare.

## Historia
Byn Fevralskoje (ryska Февральское) grundades 1896 av bosättare från den europeiska delen av Ryssland. Namnet kom från det ryska ordet февраль i betydelsen fevral, "februari".
1982 fick orten sitt nuvarande namn.